# Hyposada pallidicosta
Hyposada pallidicosta là một loài bướm đêm trong họ Erebidae.